# Trường quân sự Kazan Suvorov
Trường Quân sự Kazan Suvorov (tiếng Nga: Казанское суворовское военное училище; viết tắt là KzSVU) là một học viện quân sự của Nga có trụ sở tại Tatarstan. Trường đóng vai trò là một trong các trường thuộc hệ thống Trường Quân sự Suvorov của nước Nga do Lực lượng Vũ trang Nga tài trợ.

## Lịch sử
Sau khi thành lập 9 trường Suvorov đầu tiên vào đầu những năm 1940, Ủy ban Quốc phòng Nhà nước đã thông qua nghị quyết ngày 4 tháng 6 năm 1944 để tổ chức thêm sáu trường, bao gồm cả ở Kazan. Ngày 20 tháng 6 năm 1944, Tư lệnh Quân khu Volga ban hành chỉ thị về việc thành lập Trường Quân sự Kazan Suvorov.
Điểm hình thành tạm thời là ở ngoại ô Bộ Hải quân Kazan, trên lãnh thổ của Trường Bộ binh Quân sự Zhytomyr. Tòa nhà giảng đường được hoàn thành vào ngày 30 tháng 9 năm 1944, sau này có 4 đại đội, mỗi đại đội 100 người. Tiếng chuông đầu tiên vang lên vào ngày 2 tháng 10 năm 1944, với dàn thanh niên đầu tiên đại diện cho 14 quốc gia đến từ 19 khu vực và 8 nước cộng hòa tự trị thuộc trung tâm đất nước. Năm 1949, 5 năm sau, trường đào tạo ra các lớp tốt nghiệp. Năm 1973, Hội đồng Quân sự của Quân khu Volga trao tặng trường Huân chương Cờ Đỏ vì thành tích trong việc giáo dục quân sự và lòng yêu nước cho học viên. Nhà trường cũng nhiều lần đạt Giải thưởng danh dự của Bộ Quốc phòng Liên bang Nga, được Tổng tư lệnh các lực lượng mặt đất Nga tặng bằng khen.

## Danh sách các Hiệu trưởng của trường
- Thiếu tướng Vasiliy Vasilievich Boloznev (1944–1946)
- Thiếu tướng Grigory Kuzmich Miroshnichenko (1946–1951)
- Thiếu tướng Nikolai Pavlovich Rudnev (1951–1954)
- Thiếu tướng Ilya Vasilievich Panin (1954–1957)
- Thiếu tướng Alexander Pavlovich Smirnov (1958–1974)
- Thiếu tướng Nikolai Kuzmich Gorbanev (1974–1984)
- Thiếu tướng Claudius Alexandrovich Shestakov (1984–1989)
- Thiếu tướng Mikhail Petrovich Kotovsky (1989–2003)
- Đại tá Valery Petrovich Nemirovsky (2003–2006)
- Thiếu tướng Alexander Ilyich Borodin (2006–2013)
- Trung tướng Vladimir Vasilievich Chainikov (2013–2014)
- Thiếu tướng Valery Nikolaevich Mironchenko (2014 – nay)

## Các cựu sinh viên đáng chú ý
- Valery Vasilyevich Gerasimov - Tổng tham mưu trưởng Lực lượng vũ trang Liên bang Nga
- Vladimir Valentinovich Chirkin - Cựu Tư lệnh Lục quân Nga
- Aleksandr Nikolayevich Postnikov-Streltsov - Cựu Tư lệnh Lục quân Nga
- Vadim Mikhaylovich Yemelyanov - võ sĩ quyền anh nghiệp dư hạng nặng Liên Xô, sĩ quan hải quân chuyên nghiệp và làm huấn luyện viên quyền anh.
- Roman Viktorovich Igoshin - Trung úy cận vệ thuộc Lữ đoàn đổ bộ đường không cận vệ 31 đã hy sinh khi tham gia chiến đấu ở Dagestan, Thượng úy truy phong, Anh hùng Liên bang Nga truy tặng, Huân chương Dũng cảm truy tặng.